# 吴泽刚
吴泽刚（1955年—），四川理县人，藏族，中华人民共和国政治人物、第十二届全国人民代表大会四川地区代表。
毕业于四川省委党校函授学院行政管理专业。加入中国共产党。担任四川省阿坝州委常委、副州长。2008年起担任全国人大代表。2012年1月当选阿坝州州长。2013年，担任全国人大代表。